# Марк Антоан Парсевал
Марк Антоан Парсевал (фр. Marc-Antoine Parseval; Розијер о Салин, 27. април 1755 — Париз, 16. август 1836) био је француски математичар, најпознатији по Парсеваловој теореми, која је наговестила унитарност Фуријеове трансформације.
Рођен је у Розијер о Салину, у Француској, у аристократској француској породици. Оженио се Урсулом Геријо 1795. године, али се убрзо и развео од ње. Као монархиста и противник Француске револуције, заробљен 1792. године, Парсевал је касније побегао из земље због објављивања поезије која је критиковала Наполеонову владу.
Касније је номинован за Француску академију наука пет пута, од 1796. до 1828. године, али никад није одабран. Његова једина математичка дела састоје се из пет радова објављених 1806. године као  Ово је укључивало и следеће раније монографе:
1. (5. мај 1798).
2. (5. април 1799).
3. (5. јул 1801).
4. (16. август 1803).
5. (7. мај 1804).

У другом свом мемоару је, 1799. године, дао исказ, али не и доказ (тврдећи да је очигледно) теореме која данас носи његово име. Даље ју је разрадио у свом мемоару из 1801. године и користио ју је да реши разне диференцијалне једначине. Теорема је први пут одштампана 1800. године као део (на страни 377) рада Traité des différences et des séries Силвестера Лакроа.